# Roman chinois
Pour les articles homonymes, voir East Is West (homonymie).
Pour plus de détails, voir Fiche technique et Distribution.
Roman chinois (East Is West), est un film muet dramatique américain réalisé par Sidney Franklin, sorti le 15 octobre 1922,. Le scénario est une adaptation de la pièce de théâtre éponyme, à succès, écrite par le dramaturge Samuel Shipman. La pièce est restée à l'affiche au théâtre Astor de Broadway de décembre 1918 à août 1920, avec la comédienne Fay Bainter jouant le personnage de Ming Toy. Dans ce film, le rôle principal est tenu par l'actrice Constance Talmadge que la presse encensera pour la qualité de son interprétation. Une copie du film que le monde du Cinéma croyait définitivement perdue, a été retrouvée et restaurée en 2011 dans le EYE Film Instituut Nederland à Amsterdam. En 1930, deux remakes de ce film mais parlants - Oriente y Occidente en version espagnole et East is West en version anglaise - seront produits par Universal avec Lupe Velez dans le rôle principal.

## Synopsis
En Chine, une jeune femme du nom de Ming Toy, est proche d'être achetée aux enchères comme esclave quand  Billy Benson, un jeune et élégant américain, surenchérit et la sauve. Il l’emmène aux États-Unis  à San Francisco où elle est remarquée par Charlie Yong, le roi de Chinatown qui souhaite prendre Ming Toy pour femme. Devant le refus de la jeune femme, il décide à plusieurs reprises de l'enlever de force mais échoue grâce à Benson qui, une fois encore, la sauve. Ce dernier décide alors de la prendre chez lui. Mais ses parents, horrifiés à la pensée de voir leur fils épouser une chinoise, la rejettent. Crainte vite effacée quand elle leur explique qu'elle est une femme blanche, qu'elle a été enlevée, enfant, par un couple de missionnaires qu'ils l'ont élevée en Chine, expliquant alors sa proximité avec la culture et les mœurs chinoises, ayant été imprégnée par celles-ci. Les parents consentent enfin à bénir leur union.

## Fiche technique
- Titre : Roman chinois
- Titre original : East Is West
- Réalisateur : Sidney Franklin
- Photographie : Tony Gaudio
- Scénariste : Frances Marion d’après la pièce de théâtre éponyme de Samuel Shipman
- Producteurs : Constance Talmadge et Joseph M. Schenck
- Société de distribution : First National Pictures (Associated First National)
- Format : Film muet en noir et blanc avec sous-titre en anglais
- Genre : Drame

## Distribution
- Constance Talmadge : Ming Toy
- Edmund Burns : Billy Benson
- E. Alyn Warren : Lo Sang Kee
- Warner Oland : Charley Yong
- Frank Lanning : Hop Toy
- Nick De Ruiz : Chang Lee
- Nigel Barrie : Jimmy Potter
- Lillian Lawrence : Mme Benson
- Winter Hall : M. Benson

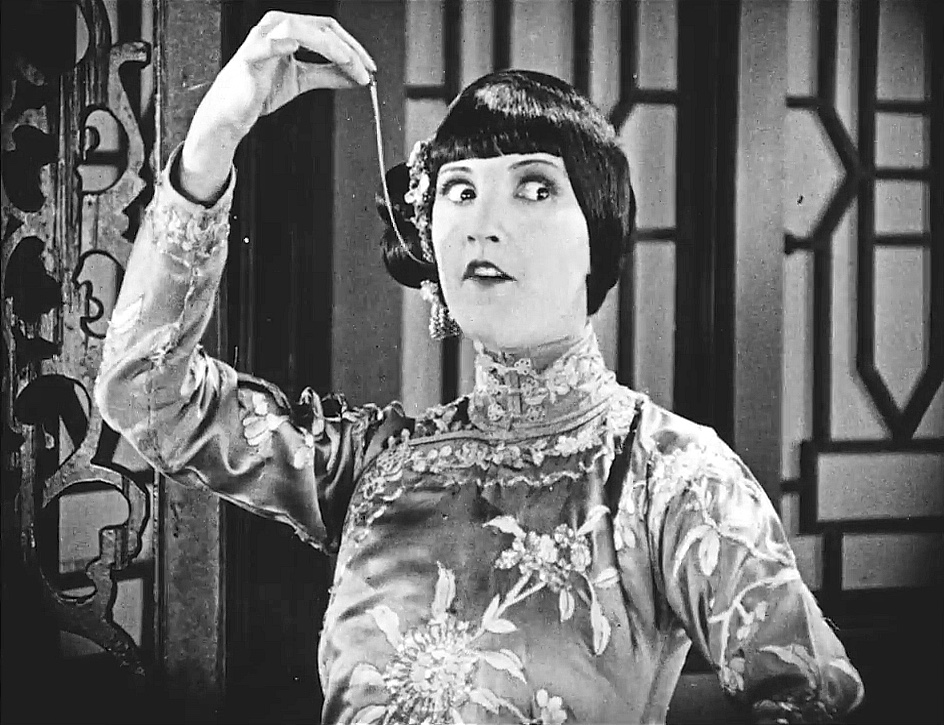
Constance Talmadge

- James Wang : propriétaire du bateau

## Analyse du film
Les différents scénarios de cette pièce de théâtre abordent le questionnement social de l'assimilation de la population chinoise dans une société blanche américaine. Les problèmes sociaux-culturels et sociétaux de l'intégration de cette population d'émigrés étaient dans les États-Unis de cette époque, un questionnement clivant au sein de la société blanche. Quelle était la part de la Race ? Quelle était la part de la Culture dans les problèmes d'assimilation d'une population asiatique chinoise émigrée qui, a l'image de Chinatown, vivait de plus en plus en vase clos à côté de la société américaine ? Comment une personne de culture chinoise pouvait à terme devenir "Blanche" ?  Quels étaient les mécanismes conduisant à cette transformation ?  Comment une personne blanche ayant été élevée dans la culture chinoise pouvait-elle supporter de vivre dans une société "blanche" et raciste qui la déconsidérait socialement ? Quel était, entre la Culture et la Race, le concept interdisant toute assimilation, toute intégration ? Quels étaient les dangers de l'hybridation ? Telles étaient les questions sociétales structurantes de la société américaine. La majorité des films de la première partie de XXe siècle  étudiant ces problèmes tenteront de démontrer que, malgré tous les efforts, la Race semble être la barrière incontournable interdisant toute transformation, tout en laissant une ouverture à l'hybridation comme étant la voie possible. Il est intéressant de constater que le cinéma américain d'après-guerre avec Devine qui vient dîner... interprété par Sidney Poitier, posera les mêmes interrogations, une quarantaine d'années plus tard, face aux revendications sociales et sociétales de la population noire américaine.
Le choix du nom de Toy de la famille chinoise - Jouet en français -  n'est pas anodin, et illustre bien ces destins ballottés par les différentes approches culturelles de l’Étranger, par les différentes politiques nationales. La Chine, matérialisée par la famille Toy, recueille l'enfant malgré sa couleur de peau et l’élève dans la culture nationale. Le père adoptif est vertes, contraint de vendre la jeune femme pour des raisons économiques, comme le veut la coutume. Alors que les États-Unis, représentés par les parents Benson, ne rejettent la jeune femme que sur la culture dont elle est issue et qui s'exprime par ses mœurs, sans même regarder sa couleur de peau. Le fils Benson semble être le seul point positif de cette œuvre, symbolisant à lui seul, parmi l’éventail des possibles, un horizon américain optimiste faisant fi de ces divergences culturelles et raciales. Comme un trait d'union entre deux époques, deux cultures et deux couleurs de peau, il semble baliser par son mariage, la seule voie porteuse d'un avenir commun et serein que devra prendre chaque américain : être, avant toute chose, à l'écoute de son cœur.